# Чотири вершники Апокаліпсису

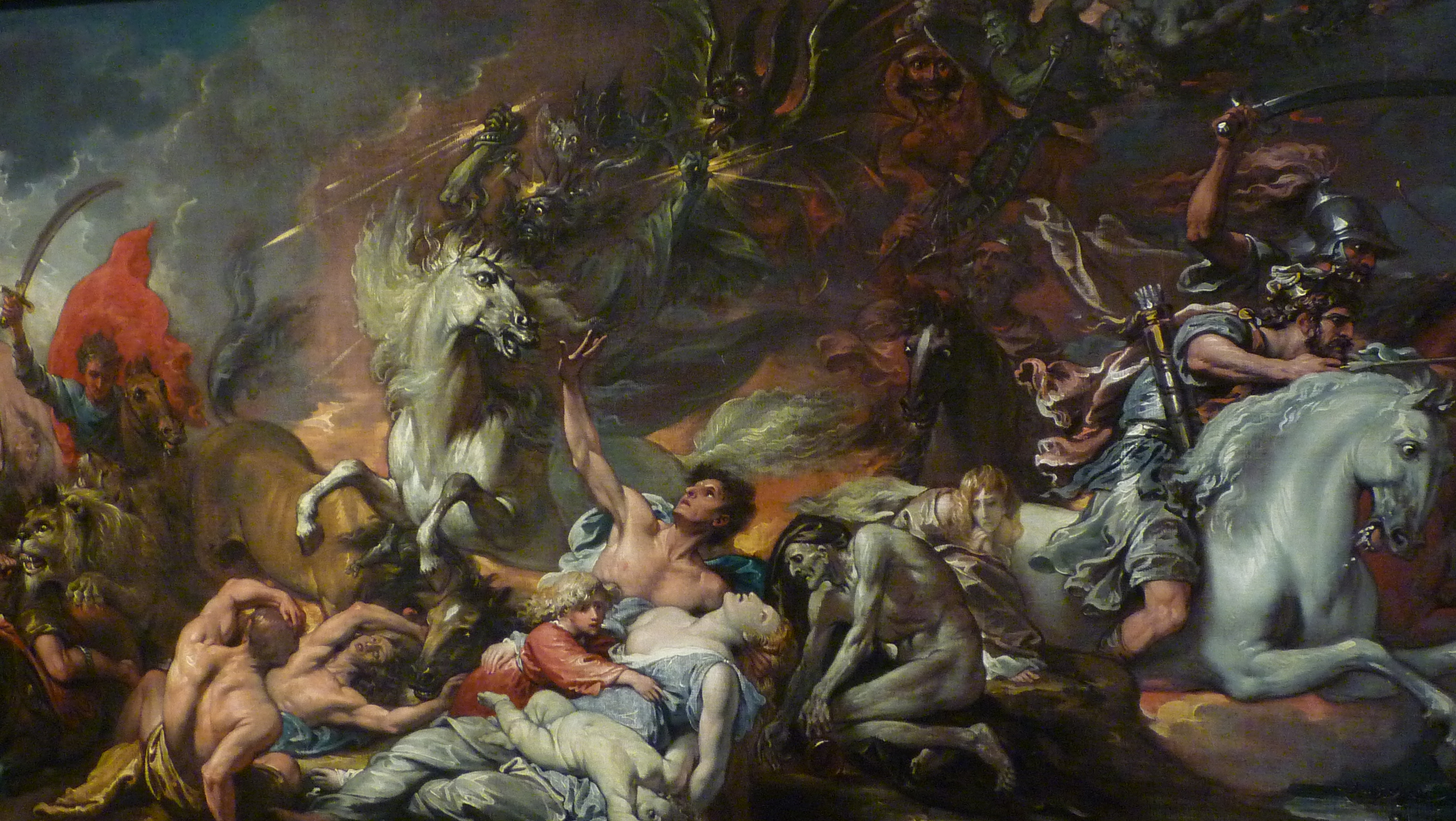
«Чотири вершники» 1796. Картина Бенджаміна Веста

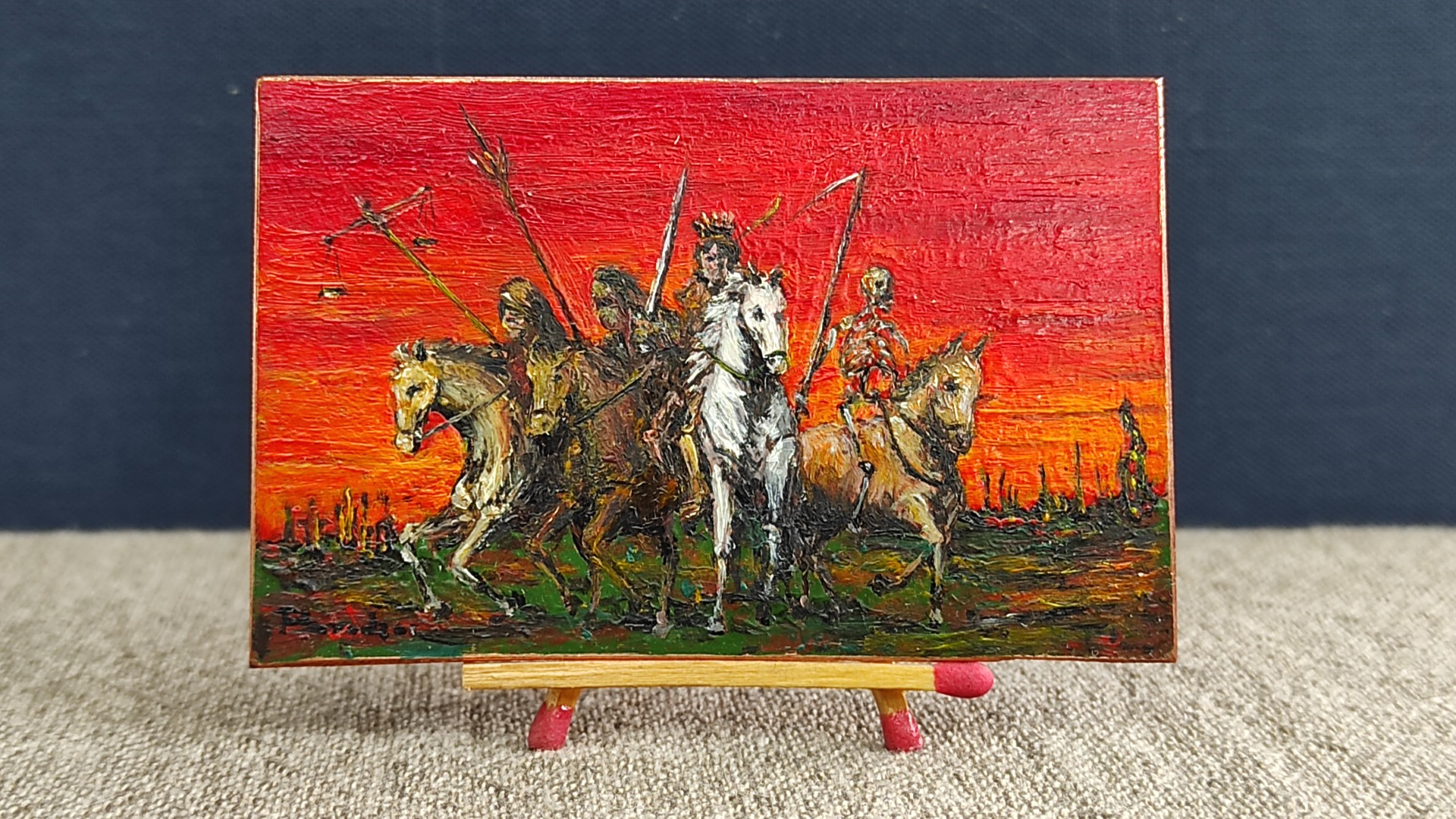
«Чотири вершники Апокаліпсису» 2025. Картина Павла Бродзіша
розміри 50 × 77 mm, експонат Музей професійного мініатюрного мистецтва Генрик Ян Доміняк в Тихах

«Чотири вершники Апокаліпсису» — збірна назва чотирьох персонажів з шостої глави Одкровення Івана Богослова, останньої з книг Нового Заповіту. Вершники Апокаліпсису з'являються в світі по черзі після руйнування відповідної печатки книги Одкровення. Бог прикликає їх і наділяє силою сіяти святий хаос і руйнування у світі. Вершники розрізняються за мастю своїх коней та несуть кожен інше лихо. Тільки четвертий вершник називається по імені — Смерть. Решту називають по-різному, згідно з відповідним їм лихом.
Теологи та релігієзнавці не мають одностайної думки, що саме уособлює кожен з вершників.

## Вершники в Одкровенні

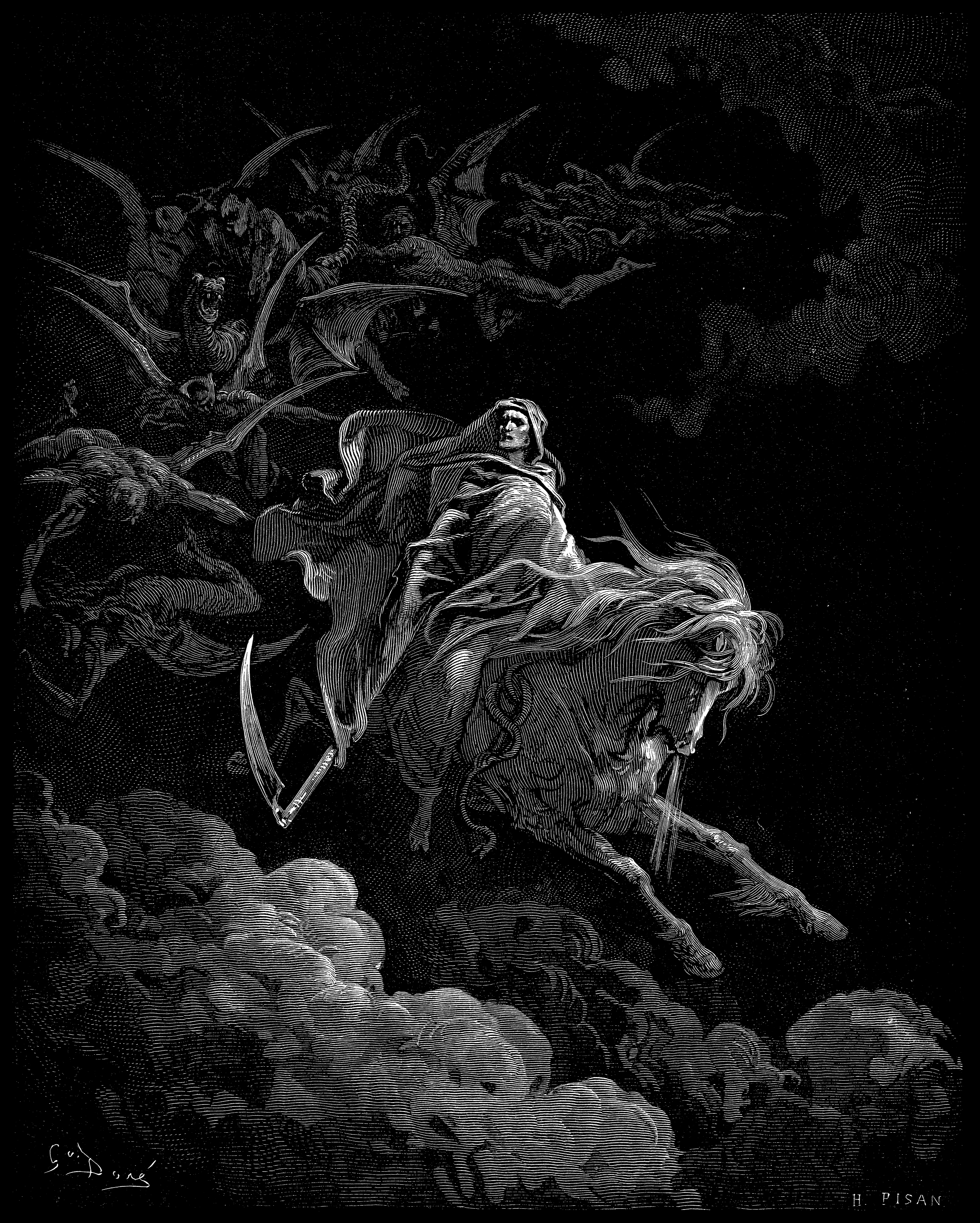
«Смерть на блідому коні» 1865. Картина Гюстава Доре

### Вершник на білому коні
|  | І я бачив, що Агнець розкрив одну з семи печаток, і почув я одну з чотирьох тих тварин, яка говорила, як голосом грому: Підійди! І я глянув, і ось кінь білий, а той, хто на ньому сидів, мав лука. І вінця йому дано, і він вийшов, немов переможець, і щоб перемогти. |

### Вершник на червоному коні
|  | І коли другу печатку розкрив, я другу тварину почув, що казала: Підійди! І вийшов кінь другий, червоний. А тому, хто на ньому сидів, було дано взяти мир із землі та щоб убивали один одного. І меч великий був даний йому. |

### Вершник на вороному коні
|  | І коли третю печатку розкрив, я третю тварину почув, що казала: Підійди! І я глянув, і ось кінь вороний. А той, хто на ньому сидів, мав вагу в своїй руці. І я ніби голос почув посеред чотирьох тих тварин, що казав: Ківш пшениці за динарія, і три ковші ячменю за динарія, а оливи й вина не марнуй! |

### Вершник на блідому коні
|  | А коли Він четверту печатку розкрив, я четверту тварину почув, що казала: Підійди! І я глянув, і ось кінь чалий. А той, хто на ньому сидів, на ім'я йому Смерть, за ним же слідом ішов Ад. І дана їм влада була на четвертій частині землі забивати мечем, і голодом, і мором, і земними звірми. |

## Трактування образу

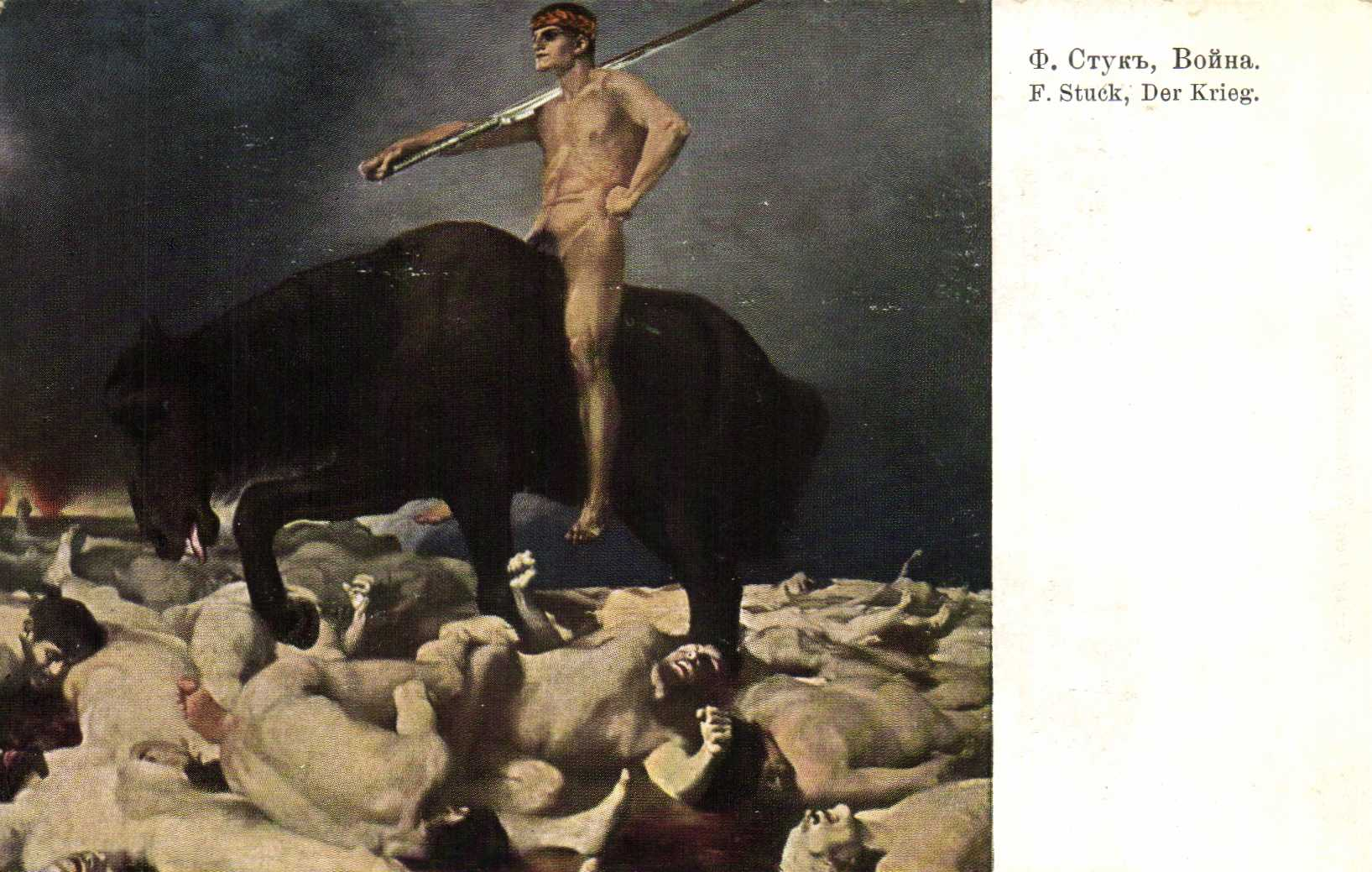
«Війна». Листівка Франц фон Штука

Вершник на білому коні. Згідно з поширеною думкою, вершник на білому коні — це Христос. Образ вершника асоціюється зі словами Одкровення 19, де Христос під іменем Слово Боже з'являється верхи на білому коні. А в Євангелії від Марка говориться, що в останні часи Євангеліє знатимуть по всьому світу. Білий колір відображає праведність Біблії, а Христос постає як завойовник світу своїм ученням.
За іншою версією, виниклою в XIX столітті, вершник розуміється як антихрист, який творитиме оманливі чудеса та здобуде владу над світом. Після цього має настати три з половиною роки миру. Лук вершника символізує насильство, котре антихрист чинитиме у війні проти святих, яку почне потім.
Вершник на червоному коні. Нерідко трактується як масштабна війна — одна з минулих або майбутня. Часом його війна уявляється як громадянська на відміну від завойовницької війни першого вершника.
Вершник на вороному коні. Переважно розуміється як символ голоду чи недостачі благ. При цьому заможні розкошуватимуть (вино та оливкова олія дорого коштували в часи написання Одкровення), а бідні, що складатимуть більшість, потерпатимуть від обмалі найнеобхіднішого. За іншою думкою, проголошені про вершника слова означають, що християнство успішно збережеться, проте буде в меншості (вино та олія використовуються в церковних обрядах).
Вершник на блідому коні. Найчастіше пояснюється як символ епідемії. Він єдиний згаданий на ім'я — Смерть. В образотворчому мистецтві часто зображається з косою — атрибутом Смерті в західній культурі, чи мечем, проте в Одкровенні про це нічого не сказано. З грецької колір коня (χλωρός, хлорос) може перекладатися як «блідий», «попільний», «блідо-зелений» чи «жовто-зелений», «трупний».

## У поп-культурі та мистецтві
Тематика чотирьох вершників вельми популярна у медіапопкультурі: фільмах чи серіалах, музиці тощо. Зокрема це фільм «Вершники апокаліпсису», однойменна пісня гурту Metallica «The Four Horsemen», серія відеоігор «Darksiders» та інше.
Тема чотирьох зазнала широкого відображення у живописі, як церковному так і художньому. Загальновідомими стали ілюстрації до «Одкровення» Гюстава Доре та однойменна картина Віктора Васнецова. Існують й варіативні, відмінні від класичних, праці. Зокрема у викладі Олексія Кулакова четверо зображенні вершницями.